# Herbert Schönebaum
Herbert Felix Schönebaum (* 20. September 1888 in Dresden; † 19. Januar 1967 in Leipzig) war ein deutscher Historiker, Pädagoge und Hochschullehrer.

## Leben und Werk
Schönebaum studierte nach dem Schulabschluss an der Universität Leipzig und promovierte dort 1917 zum Dr. phil. Nach seiner Habilitation wurde er 1938 Dozent an der Hochschule für Lehrerbildung in Leipzig. 1945 wurde er zum Professor an der Friedrich-Schiller-Universität Jena ernannt. Nach Ende des Zweiten Weltkrieges erfolgte seine Entlassung. Daraufhin war er als freier wissenschaftlicher Schriftsteller tätig. Seine Forschungsschwerpunkte waren Kultur- und Geistesgeschichte und die Geschichte der Wissenschaften.

## Schriften (Auswahl)
- Rittergut und Dorf Kleinopitz bei Tharandt bis zu Anfang des 19. Jahrhunderts. Ein Beispiel einer Ortsgeschichte. Teubner, Leipzig, Berlin 1917.
- Die Besiedlung des Altenburger Ostkreises. Voigtländer, Leipzig 1917.
- Kommunismus im Reformationszeitalter. Humanisten, Reformatoren, Wiedertäufer. Schroeder, Bonn, Leipzig 1919.
- Das Zeitalter der Hunyadi in politischer und kulturgeschichtlicher Bedeutung. Schroeder, Bonn, Leipzig 1919.
- Johannes Niederer in Kampf und Verteidigung um Pestalozzis Werk (1800–1815). 1940.
- Zum hundertsten Geburtstag Karl Lamprechts am 25. Februar 1956. 1955/56.